# Игнатов, Вадим Николаевич
Вадим Николаевич Игнатов (8 сентября 1931, Воронеж — 3 июня 1998, Москва) — советский государственный и партийный деятель.; первый секретарь Воронежского обкома КПСС в 1975–1987, член ЦК КПСС в 1976–1990. Депутат Совета Союза Верховного Совета СССР 9-11 созывов (1974–1989) от Воронежской области (10-11 созывы). Депутат Верховного Совета РСФСР.

## Биография
Родился 8 сентября 1931 года в Воронеже. Русский.
Член КПСС с 1953 года. Окончил Ленинградский сельскохозяйственный институт в 1957 году, институт повышения квалификации высшего звена госуправления академии народного хозяйства при Совете Министров СССР (1987).
В 1955-1961 годах — главный агроном учебного хозяйства Ленинградского сельскохозяйственного института, затем главный агроном Ленинградского областного управления совхозов.
С 1961 года — на партийной работе в Ленинграде: заместитель заведующего, заведующий отделом Ленинградского обкома КПСС.
В 1968—1973 годах — секретарь Ленинградского обкома КПСС.
В 1973—1975 годах — второй секретарь Ленинградского обкома КПСС.
В 1975—1987 годах — первый секретарь Воронежского обкома КПСС.
В 1987—1989 годах — заместитель председателя Государственного агропромышленного комитета СССР.
С 1989 года на пенсии.
С 1990 по 1991 годы — заместитель председателя научно-производственного сельскохозяйственного кооператива «Биорепродукция» (п. Горки Ленинские Московской области).
С 1991 по 1992 годы — заместитель генерального директора международной промышленно — аграрной коммерческой ассоциации «Интерагринас» (г. Москва).
С 1992 по 1997 годы — генеральный директор малого предприятия ТОО фирма «БИНАМ» (г. Москва).
С 1997 по 1998 годы — консультант Главы администрации Воронежской области.
Умер 3 июня 1998 года. Похоронен в Москве на Новокунцевском кладбище.

## Награды
- два ордена Ленина
- орден Октябрьской Революции
- два ордена Трудового Красного Знамени
- пять медалей